# Al-Ádlí
Al-Ádlí ar-Rúmí (asi 800 – asi 870) byl arabský alia, tj. velmistr šatrandže. V první polovině 9. století byl považovaný za nejlepšího hráče na světě, a to až do roku 847, kdy prohrál na dvoře chalífy al-Mutavakkila (vládl v letech 847–861) zápas s ar-Rázím. Byl také prvním doloženým sběratelem šachových úloh, tzv. mansúb.

Jezdcova procházka podle al-Adlího.

Kolem roku 840 sepsal al-Ádlí obsáhlé pojednání Kitáb aš-Šatrandž (Kniha o šachu). Dílo, které je považováno za první svého druhu ve světové šachové literatuře, je sice ztraceno, ale na základě pozdějších prací víme, že obsahovalo historii šachu, rozdíly mezi indickými a arabskými pravidly, systematizaci zahájení (tzv. tábií), rozbory koncovek a sbírku mansúb. V jeho knize se také poprvé objevují diagramy popisující jezdcovu procházku.
Al-Ádlí také jako první vytvořil systém pro výkonnostní hodnocení hráčů, když již existují kategorii aliů (velmistrů) doplnil ještě o další čtyři výkonnostní kategorie a definoval pravidla pro postup z nižší do vyšší kategorie.

## Jedna z al-Ádlího mansúb
|   | a | b | c | d | e | f | g | h |   |
| 8 | g8 černý král · f7 bílý věž · h6 bílý věž · e5 bílý jezdec · g5 bílý dáma · b3 černý dáma · a2 černý věž · d2 černý věž · c1 bílý král | g8 černý král · f7 bílý věž · h6 bílý věž · e5 bílý jezdec · g5 bílý dáma · b3 černý dáma · a2 černý věž · d2 černý věž · c1 bílý král | g8 černý král · f7 bílý věž · h6 bílý věž · e5 bílý jezdec · g5 bílý dáma · b3 černý dáma · a2 černý věž · d2 černý věž · c1 bílý král | g8 černý král · f7 bílý věž · h6 bílý věž · e5 bílý jezdec · g5 bílý dáma · b3 černý dáma · a2 černý věž · d2 černý věž · c1 bílý král | g8 černý král · f7 bílý věž · h6 bílý věž · e5 bílý jezdec · g5 bílý dáma · b3 černý dáma · a2 černý věž · d2 černý věž · c1 bílý král | g8 černý král · f7 bílý věž · h6 bílý věž · e5 bílý jezdec · g5 bílý dáma · b3 černý dáma · a2 černý věž · d2 černý věž · c1 bílý král | g8 černý král · f7 bílý věž · h6 bílý věž · e5 bílý jezdec · g5 bílý dáma · b3 černý dáma · a2 černý věž · d2 černý věž · c1 bílý král | g8 černý král · f7 bílý věž · h6 bílý věž · e5 bílý jezdec · g5 bílý dáma · b3 černý dáma · a2 černý věž · d2 černý věž · c1 bílý král | 8 |
| 7 | g8 černý král · f7 bílý věž · h6 bílý věž · e5 bílý jezdec · g5 bílý dáma · b3 černý dáma · a2 černý věž · d2 černý věž · c1 bílý král | g8 černý král · f7 bílý věž · h6 bílý věž · e5 bílý jezdec · g5 bílý dáma · b3 černý dáma · a2 černý věž · d2 černý věž · c1 bílý král | g8 černý král · f7 bílý věž · h6 bílý věž · e5 bílý jezdec · g5 bílý dáma · b3 černý dáma · a2 černý věž · d2 černý věž · c1 bílý král | g8 černý král · f7 bílý věž · h6 bílý věž · e5 bílý jezdec · g5 bílý dáma · b3 černý dáma · a2 černý věž · d2 černý věž · c1 bílý král | g8 černý král · f7 bílý věž · h6 bílý věž · e5 bílý jezdec · g5 bílý dáma · b3 černý dáma · a2 černý věž · d2 černý věž · c1 bílý král | g8 černý král · f7 bílý věž · h6 bílý věž · e5 bílý jezdec · g5 bílý dáma · b3 černý dáma · a2 černý věž · d2 černý věž · c1 bílý král | g8 černý král · f7 bílý věž · h6 bílý věž · e5 bílý jezdec · g5 bílý dáma · b3 černý dáma · a2 černý věž · d2 černý věž · c1 bílý král | g8 černý král · f7 bílý věž · h6 bílý věž · e5 bílý jezdec · g5 bílý dáma · b3 černý dáma · a2 černý věž · d2 černý věž · c1 bílý král | 7 |
| 6 | g8 černý král · f7 bílý věž · h6 bílý věž · e5 bílý jezdec · g5 bílý dáma · b3 černý dáma · a2 černý věž · d2 černý věž · c1 bílý král | g8 černý král · f7 bílý věž · h6 bílý věž · e5 bílý jezdec · g5 bílý dáma · b3 černý dáma · a2 černý věž · d2 černý věž · c1 bílý král | g8 černý král · f7 bílý věž · h6 bílý věž · e5 bílý jezdec · g5 bílý dáma · b3 černý dáma · a2 černý věž · d2 černý věž · c1 bílý král | g8 černý král · f7 bílý věž · h6 bílý věž · e5 bílý jezdec · g5 bílý dáma · b3 černý dáma · a2 černý věž · d2 černý věž · c1 bílý král | g8 černý král · f7 bílý věž · h6 bílý věž · e5 bílý jezdec · g5 bílý dáma · b3 černý dáma · a2 černý věž · d2 černý věž · c1 bílý král | g8 černý král · f7 bílý věž · h6 bílý věž · e5 bílý jezdec · g5 bílý dáma · b3 černý dáma · a2 černý věž · d2 černý věž · c1 bílý král | g8 černý král · f7 bílý věž · h6 bílý věž · e5 bílý jezdec · g5 bílý dáma · b3 černý dáma · a2 černý věž · d2 černý věž · c1 bílý král | g8 černý král · f7 bílý věž · h6 bílý věž · e5 bílý jezdec · g5 bílý dáma · b3 černý dáma · a2 černý věž · d2 černý věž · c1 bílý král | 6 |
| 5 | g8 černý král · f7 bílý věž · h6 bílý věž · e5 bílý jezdec · g5 bílý dáma · b3 černý dáma · a2 černý věž · d2 černý věž · c1 bílý král | g8 černý král · f7 bílý věž · h6 bílý věž · e5 bílý jezdec · g5 bílý dáma · b3 černý dáma · a2 černý věž · d2 černý věž · c1 bílý král | g8 černý král · f7 bílý věž · h6 bílý věž · e5 bílý jezdec · g5 bílý dáma · b3 černý dáma · a2 černý věž · d2 černý věž · c1 bílý král | g8 černý král · f7 bílý věž · h6 bílý věž · e5 bílý jezdec · g5 bílý dáma · b3 černý dáma · a2 černý věž · d2 černý věž · c1 bílý král | g8 černý král · f7 bílý věž · h6 bílý věž · e5 bílý jezdec · g5 bílý dáma · b3 černý dáma · a2 černý věž · d2 černý věž · c1 bílý král | g8 černý král · f7 bílý věž · h6 bílý věž · e5 bílý jezdec · g5 bílý dáma · b3 černý dáma · a2 černý věž · d2 černý věž · c1 bílý král | g8 černý král · f7 bílý věž · h6 bílý věž · e5 bílý jezdec · g5 bílý dáma · b3 černý dáma · a2 černý věž · d2 černý věž · c1 bílý král | g8 černý král · f7 bílý věž · h6 bílý věž · e5 bílý jezdec · g5 bílý dáma · b3 černý dáma · a2 černý věž · d2 černý věž · c1 bílý král | 5 |
| 4 | g8 černý král · f7 bílý věž · h6 bílý věž · e5 bílý jezdec · g5 bílý dáma · b3 černý dáma · a2 černý věž · d2 černý věž · c1 bílý král | g8 černý král · f7 bílý věž · h6 bílý věž · e5 bílý jezdec · g5 bílý dáma · b3 černý dáma · a2 černý věž · d2 černý věž · c1 bílý král | g8 černý král · f7 bílý věž · h6 bílý věž · e5 bílý jezdec · g5 bílý dáma · b3 černý dáma · a2 černý věž · d2 černý věž · c1 bílý král | g8 černý král · f7 bílý věž · h6 bílý věž · e5 bílý jezdec · g5 bílý dáma · b3 černý dáma · a2 černý věž · d2 černý věž · c1 bílý král | g8 černý král · f7 bílý věž · h6 bílý věž · e5 bílý jezdec · g5 bílý dáma · b3 černý dáma · a2 černý věž · d2 černý věž · c1 bílý král | g8 černý král · f7 bílý věž · h6 bílý věž · e5 bílý jezdec · g5 bílý dáma · b3 černý dáma · a2 černý věž · d2 černý věž · c1 bílý král | g8 černý král · f7 bílý věž · h6 bílý věž · e5 bílý jezdec · g5 bílý dáma · b3 černý dáma · a2 černý věž · d2 černý věž · c1 bílý král | g8 černý král · f7 bílý věž · h6 bílý věž · e5 bílý jezdec · g5 bílý dáma · b3 černý dáma · a2 černý věž · d2 černý věž · c1 bílý král | 4 |
| 3 | g8 černý král · f7 bílý věž · h6 bílý věž · e5 bílý jezdec · g5 bílý dáma · b3 černý dáma · a2 černý věž · d2 černý věž · c1 bílý král | g8 černý král · f7 bílý věž · h6 bílý věž · e5 bílý jezdec · g5 bílý dáma · b3 černý dáma · a2 černý věž · d2 černý věž · c1 bílý král | g8 černý král · f7 bílý věž · h6 bílý věž · e5 bílý jezdec · g5 bílý dáma · b3 černý dáma · a2 černý věž · d2 černý věž · c1 bílý král | g8 černý král · f7 bílý věž · h6 bílý věž · e5 bílý jezdec · g5 bílý dáma · b3 černý dáma · a2 černý věž · d2 černý věž · c1 bílý král | g8 černý král · f7 bílý věž · h6 bílý věž · e5 bílý jezdec · g5 bílý dáma · b3 černý dáma · a2 černý věž · d2 černý věž · c1 bílý král | g8 černý král · f7 bílý věž · h6 bílý věž · e5 bílý jezdec · g5 bílý dáma · b3 černý dáma · a2 černý věž · d2 černý věž · c1 bílý král | g8 černý král · f7 bílý věž · h6 bílý věž · e5 bílý jezdec · g5 bílý dáma · b3 černý dáma · a2 černý věž · d2 černý věž · c1 bílý král | g8 černý král · f7 bílý věž · h6 bílý věž · e5 bílý jezdec · g5 bílý dáma · b3 černý dáma · a2 černý věž · d2 černý věž · c1 bílý král | 3 |
| 2 | g8 černý král · f7 bílý věž · h6 bílý věž · e5 bílý jezdec · g5 bílý dáma · b3 černý dáma · a2 černý věž · d2 černý věž · c1 bílý král | g8 černý král · f7 bílý věž · h6 bílý věž · e5 bílý jezdec · g5 bílý dáma · b3 černý dáma · a2 černý věž · d2 černý věž · c1 bílý král | g8 černý král · f7 bílý věž · h6 bílý věž · e5 bílý jezdec · g5 bílý dáma · b3 černý dáma · a2 černý věž · d2 černý věž · c1 bílý král | g8 černý král · f7 bílý věž · h6 bílý věž · e5 bílý jezdec · g5 bílý dáma · b3 černý dáma · a2 černý věž · d2 černý věž · c1 bílý král | g8 černý král · f7 bílý věž · h6 bílý věž · e5 bílý jezdec · g5 bílý dáma · b3 černý dáma · a2 černý věž · d2 černý věž · c1 bílý král | g8 černý král · f7 bílý věž · h6 bílý věž · e5 bílý jezdec · g5 bílý dáma · b3 černý dáma · a2 černý věž · d2 černý věž · c1 bílý král | g8 černý král · f7 bílý věž · h6 bílý věž · e5 bílý jezdec · g5 bílý dáma · b3 černý dáma · a2 černý věž · d2 černý věž · c1 bílý král | g8 černý král · f7 bílý věž · h6 bílý věž · e5 bílý jezdec · g5 bílý dáma · b3 černý dáma · a2 černý věž · d2 černý věž · c1 bílý král | 2 |
| 1 | g8 černý král · f7 bílý věž · h6 bílý věž · e5 bílý jezdec · g5 bílý dáma · b3 černý dáma · a2 černý věž · d2 černý věž · c1 bílý král | g8 černý král · f7 bílý věž · h6 bílý věž · e5 bílý jezdec · g5 bílý dáma · b3 černý dáma · a2 černý věž · d2 černý věž · c1 bílý král | g8 černý král · f7 bílý věž · h6 bílý věž · e5 bílý jezdec · g5 bílý dáma · b3 černý dáma · a2 černý věž · d2 černý věž · c1 bílý král | g8 černý král · f7 bílý věž · h6 bílý věž · e5 bílý jezdec · g5 bílý dáma · b3 černý dáma · a2 černý věž · d2 černý věž · c1 bílý král | g8 černý král · f7 bílý věž · h6 bílý věž · e5 bílý jezdec · g5 bílý dáma · b3 černý dáma · a2 černý věž · d2 černý věž · c1 bílý král | g8 černý král · f7 bílý věž · h6 bílý věž · e5 bílý jezdec · g5 bílý dáma · b3 černý dáma · a2 černý věž · d2 černý věž · c1 bílý král | g8 černý král · f7 bílý věž · h6 bílý věž · e5 bílý jezdec · g5 bílý dáma · b3 černý dáma · a2 černý věž · d2 černý věž · c1 bílý král | g8 černý král · f7 bílý věž · h6 bílý věž · e5 bílý jezdec · g5 bílý dáma · b3 černý dáma · a2 černý věž · d2 černý věž · c1 bílý král | 1 |
|   | a | b | c | d | e | f | g | h |   |

Řešení:

1. Vg6+ Kh8 2. Vf8+ Kh7 3. Vh6+ Kg7 4. Ff6+! Kxf8 5. Vh8 mat 4. …Kxh6, 5. Vh8 mat.